# Ulica Gliwicka w Rybniku
Ulica Gliwicka w Rybniku – jedna z głównych i bardziej ruchliwych ulic w Rybniku. Ulica rozciąga się od świateł przy Placu Wolności i kończy na granicy 
dzielnic Golejów / Ochojec.
Droga biegnie z południa na północ.

## Obiekty
- Państwowy Szpital dla Nerwowo i Psychicznie Chorych
- Kapliczka wnękowa św. Urbana zwana „Urbankiem”[2]
- Stadion Miejski
- Hotel Arena
- Kąpielisko Ruda
- Galeria Śląska (Carrefour)
- pętla biegowa wokół rzeki Rudy[3]
- SP nr. 8[4]
- Kapliczka św. Jana Nepomucena[5]
- sklepy
- stacje benzynowe